# Hundsjön (Överluleå socken, Norrbotten, 730685-176184)
Hundsjön är en sjö i Bodens kommun i Norrbotten och ingår i Alåns huvudavrinningsområde. Sjön har en area på 0,447 kvadratkilometer och ligger 68 meter över havet.

## Delavrinningsområde
Hundsjön ingår i det delavrinningsområde (730435-176504) som SMHI kallar för Inloppet i Mockträsket. Medelhöjden är 105 meter över havet och ytan är 27,82 kvadratkilometer. Räknas de 12 avrinningsområdena uppströms in blir den ackumulerade arean 294,87 kvadratkilometer. Avrinningsområdets utflöde Alån (Långsjöån) mynnar i havet. Avrinningsområdet består mestadels av skog (85 procent). Avrinningsområdet har 0,45 kvadratkilometer vattenytor vilket ger det en sjöprocent på 1,6 procent.